# パリ第4大学
パリ第4大学（パリだい4だいがく、fr:Université Paris-Sorbonne、 L’université Paris-Sorbonne1 (Paris-IV)　は、かつて存在したフランスの大学。2018年には第四と第六が統合し、ソルボンヌ大学と名称を変更した。